# Peter Gent
 George Davis Peter Gent (Bangor, 23 augustus 1942 – aldaar, 30 september 2011) was een Amerikaans Americanfootballspeler voor de Dallas Cowboys in de National Football League. Hij speelde collegebasketbal aan de Michigan State University. Na zijn sportcarrière werd hij schrijver en auteur van de bestseller "North Dallas Forty", een semi-autobiografische roman die in 1979 verfilmd werd met Nick Nolte in de hoofdrol. 